# Twin Atlantic
Twin Atlantic ist eine britische Alternative-Rock-Band.

## Geschichte
Die Band wurde im Februar 2007 in Glasgow, Schottland gegründet. Im selben Jahr noch erschien ihre erste EP A Guidance from Colour.
Im März 2009 veröffentlichte die Band ihr Debütalbum Vivarium. Es folgten die Singles Lightspeed (Juli 2009) und You're Turning into John Wayne (September 2009). Im April 2011 folgte das zweite Album Free mit den Singles Edit Me, Time for You to Stand Up und Make a Beast of Myself.
Im Jahr 2014 begleitete Twin Atlantic die Band 30 Seconds to Mars auf ihrer Europa-Tour und veröffentlichte kurz darauf ihr drittes Album Great Divide.

## Diskografie

### Alben
- 2009: Vivarium (Red Bull Records)[5]
- 2011: Free (Red Bull Records)
- 2014: Great Divide (Red Bull Records / für EU: PIAS)
- 2016: GLA (Red Bull Records)
- 2020: Power (Virgin EMI)
- 2022: Transparency
- 2024: Meltdown

### Singles
- 2007: Audience and Audio
- 2008: What Is Light? Where Is Laughter?
- 2009: Lightspeed
- 2010: Human After All
- 2011: Edit Me
- 2011: Free
- 2011: Time for You to Stand Up
- 2012: Make a Beast of Myself
- 2012: Yes, I Was Drunk
- 2014: Heart and Soul
- 2014: Brothers and Sisters
- 2014: Hold On
- 2015: Oceans
- 2015: Fall into the Party
- 2016: No Sleep
- 2016: Ex El
- 2016: The Chaser
- 2016: Mothertongue
- 2016: The Rising (Torch Songs)
- 2019: Novocaine
- 2019: Barcelona
- 2021: Bang on the Gong
- 2021: One Man Party
- 2021: Get Famous